# Burg Blauenstein (Kleinlützel)
Die Burg Blauenstein ist die Ruine einer Spornburg, etwa 0,5 km nördlich von Kleinlützel im Kanton Solothurn in der Schweiz. Die Ruine steht auf einem Felsvorsprung und kann über einen Pfad vom Norden her erreicht werden. Blauenstein ist nicht zu verwechseln mit der Burg Alt-Falkenstein bei Balsthal, die auf historischen Darstellungen – z. B. von Büchel/Herrliberger – gelegentlich auch als Blauenstein bezeichnet wird.

## Geschichte

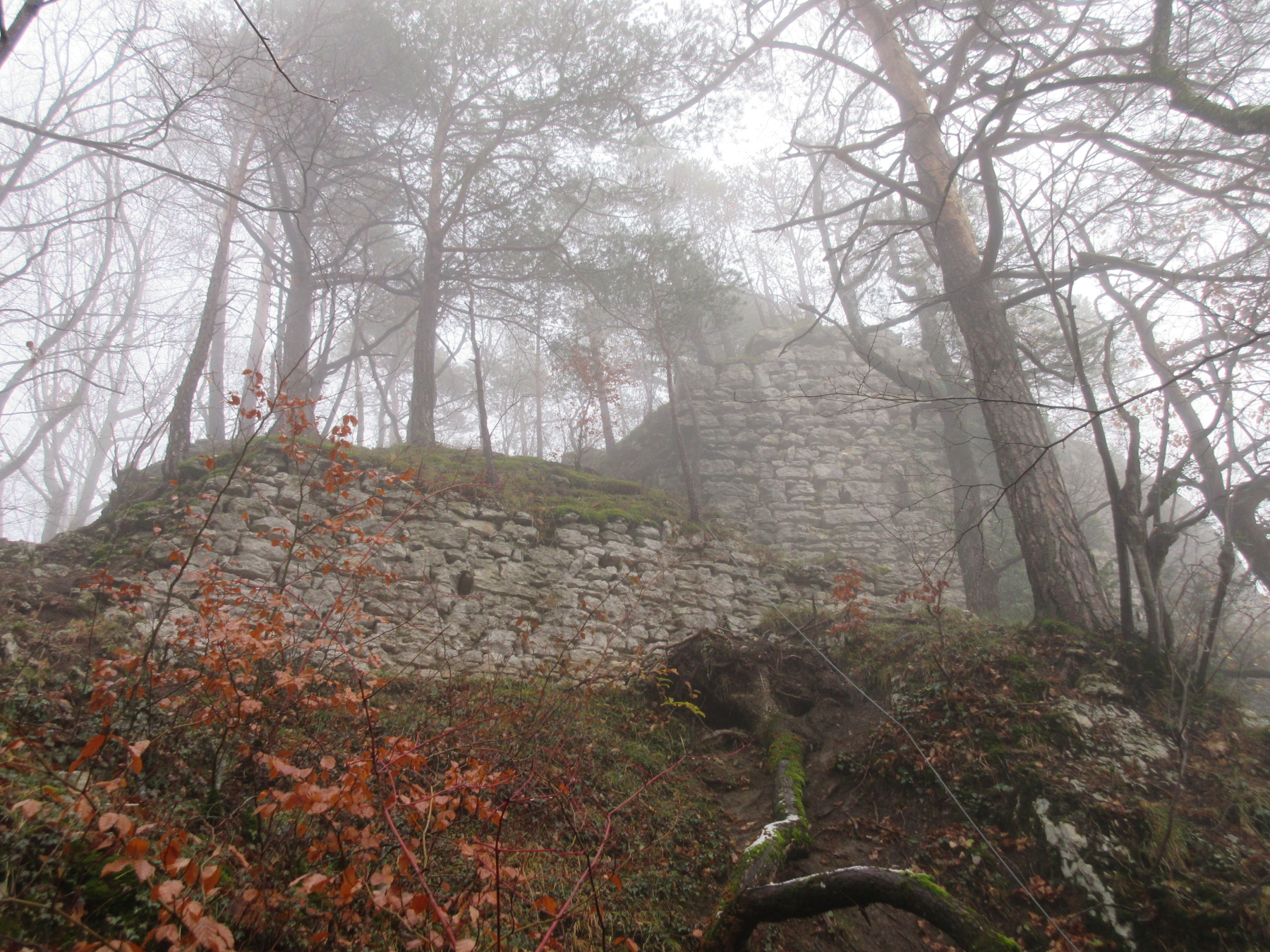
Mauerreste der Ruine Blauenstein 2020 von Westen

Es wird vermutet, dass die Burgstelle bereits durch die Römer benutzt wurde. Der Ursprung der Burg ist noch nicht geklärt. Womöglich wurde sie von einer Nebenlinie des Adelsgeschlechtes Biederthal gegen Ende des 12. Jahrhunderts erbaut.
Ritter Johann von Biederthal nannte sich Ende des 13. Jahrhunderts Johann von Blauenstein und erhielt 1289 die Burg, womöglich vom Bischof von Basel. Es wird berichtet, dass ein Nachfahre von Johann, Rutschmann von Blauenstein, vom Fürstbistum Basel in seiner eigenen Burg um 1370 belagert wurde, doch es ist nicht klar, um welche Burg es sich genau handelt.
Laut Erzählungen werden die Herren von Blauenstein als tyrannische Landherren bezeichnet, die auf den Strassen und Pässen nach Gutdünken Zölle erhoben.
Um 1410 wurde die Burg mit der Hilfe von Thüring von Ramstein von Rudolf von Neuenstein besetzt, einem Neffen von Hans von Blauenstein, dem damaligen Inhaber der Burg. Hans von Blauenstein wurde gefangen genommen.
Am Ende des Jahres 1411 erstürmten Basler die Burg auf der Suche nach Rudolf von Neuenstein, der aber bereits geflohen war. Die Burg wurde verwüstet und angezündet. Sie blieb eine Ruine.
1527 wurden Kleinlützel und der Burgstall vom Kanton Solothurn vom Bischof von Basel erworben.